# Gertrudenberger Loch
Das Gertrudenberger Loch, auch bekannt als die Gertrudenberger Höhlen, ist ein im Osnabrücker Stadtteil Sonnenhügel unter dem Gertrudenberg gelegener ehemaliger unterirdischer Kalksteinbruch, der als Kulturdenkmal eingetragen ist.

## Entstehung
In einer Tauschurkunde vom 12. Mai 1333, bei dem Gelände vom Domkapitel Osnabrück an das Kloster Gertrudenberg fiel, wird von Abt Wescelus vom Gertrudenberger Kloster erstmals ein verlassenes Steinbruchgelände erwähnt. Nachdem im Jahre 1521 ein Teil des Geländes in das Eigentum der Stadt Osnabrück überging, wurde der Steinbruch durch den Abbau des an der Oberfläche anstehenden Trochitenkalks – lithostratigraphisch zur Hauptmuschelkalk-Folge gehörig – zu einem unterirdischen Steinbruch erweitert.
Die Hauptschicht des Trochitenkalkes ist hier etwa sieben bis neuneinhalb Meter mächtig. Das Liegende bilden Terebratelpflaster der „Gelben Basiskalke“ und das Hangende bilden Tonplatten.
Anfänglich erfolge der Abbau des Trochitenkalks über Tage. Dabei wurden zunächst die unbrauchbaren Materialien mit abgebaut und als Abraum an den Rändern der so entstehenden Steingruben abgelagert. Im weiteren Verlauf ließ man diese Schichten stehen und ging zur Gesteinsgewinnung unter Tage über. Über die Jahrhunderte entstand so ein umfangreiches, sagenumwobenes und in seiner ganzen Dimension unerforschtes unterirdisches System, das sogenannte Gertrudenberger Loch.
Das Gestein wurde nur in wenigen Fällen für die Errichtung von Bauwerken benutzt, vielmehr wurde es in Kalköfen gebrannt und bildete damit die Grundlage für die Mörtelherstellung. Bausteine aus dem Abbau finden sich heute in der Klostermauer und den ehemaligen Klostergebäuden sowie in der Anstaltsmauer. Sie trennt die 1868 eröffnete Irrenanstalt (heute Ameos Klinikum Osnabrück) vom heutigen Bürgerpark. Die Brennöfen standen am Nordwestabhang des Berges, oberhalb der heutigen Tennisplätze, in unmittelbarer Nähe des einstigen Ausflugslokals „Meesenburg“.
Der gebrannte Kalk wurde zum Bau der Petersburg (1628–1629) sowie zum Bau des Osnabrücker Schlosses (1669–1671) genutzt.
Von 1695 bis 1701 wurde das Gertrudenberger Loch für eine Falschmünzerei genutzt – spätestens zu diesem Zeitpunkt fand im Gertrudenberger Loch kein Gesteinsabbau mehr statt.
Die Entstehung des Gertrudenberger Loches durch unterirdischen Kalkabbau war zeitweise umstritten. So wurde in den 1920er und 1930er Jahren angenommen, dass es sich um eine germanische Kultstätte gehandelt habe.

## Unterirdisches System
Ein Zugang befand sich früher hinter einem Eingangsgebäude in der östlichen Steingrubenböschung auf der Höhe des heutigen Rosengartens. Die maximale Längenausdehnung in Nord-Süd-Richtung betrug ca. 135 m, die größte Breite rund 70 m. Nach Regeln der Ermittlung der Gesamtlänge von Höhlen betrug die Länge der Gertrudenberger Höhle ohne Berücksichtigung der Treppenaufgänge und Luftschächte etwa 900 m. Die Höhlensohle liegt zwischen etwa 79 und 85 m, der Einstiegsschacht bei ca. 97,5 m ü. NN. Sie besitzt mehrere, teilweise aus alter Zeit stammende Höhlenräume von großer Ausdehnung und Höhe, die über mindestens drei Eingänge zugänglich waren, zum Teil über sehr steile Treppen.
Der unterirdische Steinbruch war mit dem Kloster Gertrudenberg verbunden. Auch in der weiteren Umgebung wurden bei verschiedenen Erdarbeiten Stollen entdeckt, die im Zusammenhang mit dem Steinbruch standen.

## Nutzungen
Zwischen 1841 und 1911 wurde der unterirdische Steinbruch als Bierkeller benutzt. Im Zweiten Weltkrieg wurde ein Teil des unterirdischen Steinbruchs zu einem Luftschutzbunker ausgebaut.
Für die geplante BUGA 2015 war vorgesehen, den nördlichen Teil des Gertrudenberger Lochs für Besucher langfristig als dezentralen Projektstandort zugänglich zu machen (die Stadt Osnabrück entschied sich allerdings 2006 für einen Verzicht auf die BUGA.) Bei einer Machbarkeitsstudie 2002 fand eine Einbeziehung des Gertrudenberger Lochs nicht statt, da ungelöste rechtliche Probleme bestanden, insbesondere des Haftungsträgers bei Personen- und Sachschäden. Fehlende Haushaltsmittel der Stadt und von öffentlichen Fördermitteln haben eine Öffnung für den Publikumsverkehr zu diesem Zeitpunkt verhindert. Wegen angeblicher Gefahren gab es seit 2013 Pläne der BImA, die Höhlen mit Beton zu verfüllen. Ein bergtechnisches Gutachten stellte jedoch klar, dass das unterirdische System nicht einsturzgefährdet ist.
Das Gertrudenberger Loch ist als Kulturdenkmal eingetragen; sie ist ein Kulturdenkmal (Kalksteinbergwerk) nach § 3 Niedersächsisches Denkmalschutzgesetzes.

## Verein Gertrudenberger Höhlen Osnabrück e. V.
Durch die Gründungsversammlung am 15. Februar 2011 und die Eintragung in das Vereinsregister beim Amtsgericht Osnabrück am 24. März 2011 wurde der gemeinnützige Verein Gertrudenberger Höhlen Osnabrück e. V. gegründet. Sein Zweck ist es, öffentlichen Zugang zur kulturellen Geschichte der Stadt Osnabrück, dem Gertrudenberg und den Gertrudenberger Höhlen zu ermöglichen, sie zu dokumentieren, zu erhalten und wissenschaftlich zu erforschen.
Mit Schreiben vom 11. November 2022 wurde dem Verein seitens der Eigentümer untersagt die Gertrudenberger Höhlen zu betreten.

## Verein Interessengemeinschaft Gertrudenberger Loch e. V.
Am 1. August 2023 wurde der gemeinnützige Verein Interessengemeinschaft Gertrudenberger Loch e. V. gegründet. Zweck des Vereins ist der Schutz und die Pflege des Gertrudenberger Loches, die Realisierung wissenschaftlicher Forschungsvorhaben bzw. Projekte, die Suche nach weiteren unterirdischen Gängen und Räumen, die Herrichtung des Gertrudenberger Loches für eine zukünftige Öffnung, Information und Aufklärung der Bevölkerung über das Gertrudenberger Loch durch Veranstaltungen und die Herausgabe von Publikationen sowie der Aufbau eines Museums zur Geschichte des Gertrudenberger Loches.
Ab 2024 werden öffentliche Führungen im Gertrudenberger Loch angeboten.